# Бризигела
Бризигела (итал. Brisighella) је насеље у Италији у округу Равена, региону Емилија-Ромања.
Према процени из 2011. у насељу је живело 2702 становника. Насеље се налази на надморској висини од 116 м.

## Становништво
| 1931.  | 1936.  | 1951.  | 1961.  | 1971. | 1981. | 1991. | 2001. | 2011. |
| ------ | ------ | ------ | ------ | ----- | ----- | ----- | ----- | ----- |
| 15.347 | 15.652 | 15.041 | 12.251 | 9.317 | 8.401 | 7.803 | 7.500 | 7.664 |